# Panthea (film fra 1917)
Panthea er en amerikansk stumfilm fra 1917 af Allan Dwan.

## Medvirkende
- Norma Talmadge som Panthea Romoff
- L. Rogers Lytton som de Duisitor
- George Fawcett
- Earle Foxe som Gerald Mordaunt
- Murdock MacQuarrie